# Bambara contorta
Bambara contorta är en skalbaggsart som först beskrevs av Dybas 1966.  Bambara contorta ingår i släktet Bambara, och familjen fjädervingar. Arten är reproducerande i Sverige.